# Organisation (musikalbum)
Organisation är det andra albumet av den brittiska gruppen Orchestral Manoeuvres in the Dark, utgivet 1980. Enola Gay var den enda singeln från albumet. Det nådde 6:e plats på brittiska albumlistan.
Tidningen New Musical Express rankade Organisation som ett av 1980 års 50 bästa album.

## Låtförteckning
Originalutgåva
| 1. | Enola Gay        | Andy McCluskey            | 3:33 |
| 2. | 2nd Thought      | McCluskey                 | 4:15 |
| 3. | VCL XI           | Paul Humphreys, McCluskey | 3:50 |
| 4. | Motion and Heart | Humphreys, McCluskey      | 3:16 |
| 5. | Statues          | McCluskey                 | 4:30 |

| 6.           | The Misunderstanding | Humphreys, McCluskey      | 4:55  |
| 7.           | The More I See You   | Harry Warren, Mack Gordon | 4:11  |
| 8.           | Promise              | Humphreys                 | 4:51  |
| 9.           | Stanlow              | Humphreys, McCluskey      | 6:30  |
| Total längd: | Total längd:         | Total längd:              | 40:05 |

CD 2003
| Nr           | Titel                              | Kompositör           | Längd |
| ------------ | ---------------------------------- | -------------------- | ----- |
| 1.           | Enola Gay                          | McCluskey            | 3:33  |
| 2.           | 2nd Thought                        | McCluskey            | 4:15  |
| 3.           | VCL XI                             | Humphreys, McCluskey | 3:50  |
| 4.           | Motion and Heart                   | Humphreys, McCluskey | 3:16  |
| 5.           | Statues                            | McCluskey            | 4:30  |
| 6.           | The Misunderstanding               | Humphreys, McCluskey | 4:55  |
| 7.           | The More I See You                 | Warren, Gordon       | 4:11  |
| 8.           | Promise                            | Humphreys            | 4:51  |
| 9.           | Stanlow                            | Humphreys, McCluskey | 6:40  |
| 10.          | Annex                              | Humphreys, McCluskey | 4:33  |
| 11.          | Introducing Radios (live)          | Humphreys, McCluskey | 1:27  |
| 12.          | Distance Fades Between Us (live)   | Humphreys, McCluskey | 3:44  |
| 13.          | Progress (live)                    | Humphreys, McCluskey | 2:57  |
| 14.          | Once When I Was Six (live)         | Humphreys, McCluskey | 3:12  |
| 15.          | Electricity (DinDisc 1980 version) | Humphreys, McCluskey | 3:43  |
| Total längd: | Total längd:                       | Total längd:         | 59:37 |